# Província de Terni
La província de Terni  forma part de la regió d'Úmbria dins Itàlia.